# Delicias (Venezuela)
Delicias es un pueblo ubicado en Venezuela, capital del municipio Rafael Urdaneta en el estado Táchira. Se ubica sobre la frontera entre Colombia y Venezuela, a tan solo 4 km del municipio Ragonvalia (Colombia). Tiene una población según censo 2001 de 6224 habitantes.

## Historia
La fundación del pueblo data del 18 de agosto del año 1883, fecha en que por decreto emanado por el entonces presidente Antonio Guzmán Blanco, se creó el Territorio Federal Armisticio dado bajo concesión al general pamplonés Leonardo Canal.

## Geografía
Delicias está ubicada en el suroccidente del estado Táchira. Se encuentra a una distancia de 63 km a San Cristóbal, 500 km a Maracaibo, 326 km a Mérida, 879 km a Caracas, 721 km a Valencia, 598 km a Barquisimeto, 770 km a Maracay, 806 km a Puerto Cabello, 49 km a Puerto Santander (Colombia) y 96 km a Cúcuta (Colombia).
Debido a que el poblado se encuentra sobre un paisaje de alta montaña de los Andes venezolanos, está caracterizado por un relieve abrupto con pendientes muy pronunciadas.
Cerca de la ciudad se encuentra el parque nacional El Tamá, uno de los principales atractivos turísticos de la región; igualmente se encuentra el sitio arqueológico de Delicias que contiene diversas piezas de restos arqueológicos, del cementerio indígena y muestras antiguas del siglo pasado.